# Franculino Djú
Franculino Gluda Djú (Bissau, 28 de junho de 2004) é um futebolista guineense que atua como centroavante. Atualmente defende o Midtjylland.

## Carreira em clubes
Após jogar na base do Olivais e Moscavide em 2019, Djú chegou ao Benfica no mesmo ano e chegou a ser relacionado uma vez para o time B dos Encarnados na partida contra o Leixões, válida pela 27ª rodada da Segunda Liga de 2021–22. Vestindo a camisa 56, o atacante não saiu do banco de reservas na derrota por 3 a 2.
Em fevereiro de 2023, foi contratado pelo Midtjylland, estreando pelo clube na partida contra o Vejle em agosto, e 4 dias depois marcou um hat-trick na vitória da equipe dinamarquesa na vitória por 5 a 1 sobre o Omonia, pela terceira fase de classificação da Liga Conferência Europa da UEFA de 2023–24.

## Carreira internacional
A estreia de Djú pela seleção da Guiné-Bissau foi em setembro de 2023, na vitória por 2 a 1 sobre Serra Leoa, pelas eliminatórias da Copa das Nações Africanas de 2023.
Fez parte do elenco que disputou a competição sediada na Costa do Marfim, tendo atuado nas 3 partidas da seleção, mas não evitou a eliminação na fase de grupos.

## Títulos
Midtjylland
- Campeonato Dinamarquês: 2023–24[5]

Benfica Sub-19
- Liga Jovem da UEFA: 2021–22
- Campeonato Nacional de Juniores: 2021–22